# Kyara Linskens
Kyara Chantal C. Linskens (Bruges, 13 novembre 1996) è una cestista belga.

## Carriera
Con il Belgio ha disputato i Giochi olimpici di Tokyo 2020, i Campionati mondiali del 2018 e quattro edizioni dei Campionati europei (2017, 2019, 2021, 2023).